# CB Tíjola
El CB Tíjola (por motivos de patrocinio conocido como C.B. Promobys - BS Hoteles Tíjola) fue un club español de baloncesto profesional de la localidad de Tíjola (Almería) que llegó a disputar la LEB Plata, desapareció en el verano de 2011 por problemas económicos y falta de patrocinio.
Disputaba sus partidos como local en el Pabellón Municipal de Tíjola, con un aforo aproximado de 2000 espectadores.

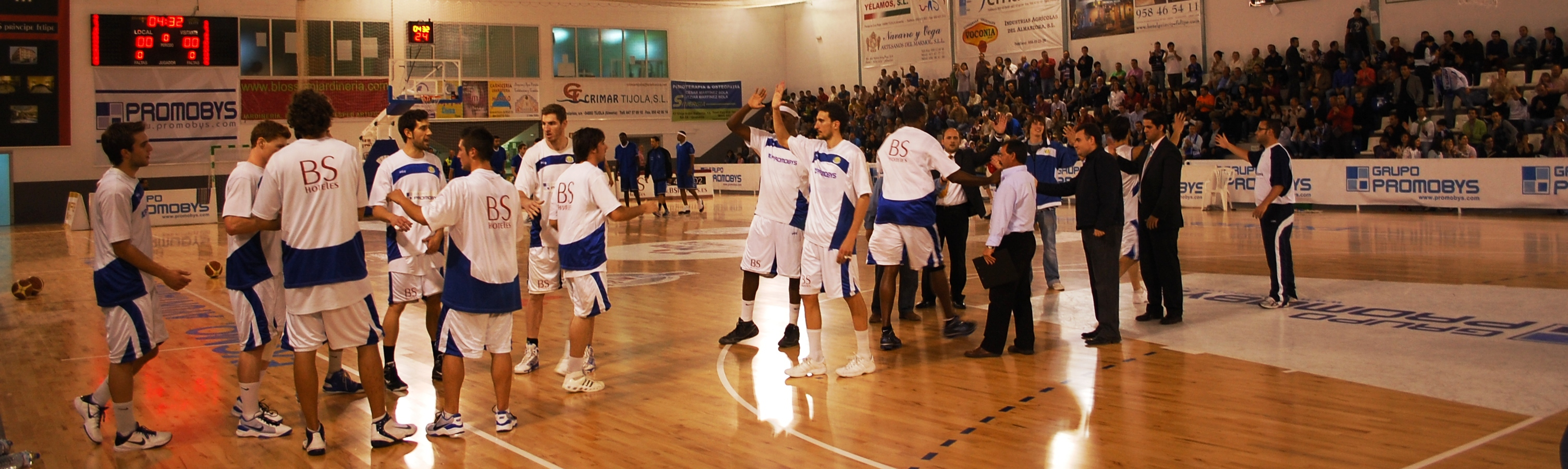
Presentación del equipo durante un partido en el Pabellón Municipal de Tíjola

 El equipo almeriense presume de gran impacto mediático acaparando toda la atención del Valle del Almanzora los sábados por la tarde. Un 33% de su población acude al polideportivo mostrando un apoyo que se extiende más allá de las pistas. Así, es una de las aficiones más multitudinarias de España, al menos en porcentaje.
El CB Tíjola, siempre fue de la mano de Promobys. Todo empezó en LEB Bronce donde jugó por ascender a LEB Plata y luego fue invitado a jugar, y en sus dos años en la categoría de bronce ha estado también en la lucha por subir a LEB Oro, aunque se resistió al final.
En julio de 2011 el club anuncia su retirada de la competición y desaparición al no contar los apoyos económicos ni institucionales suficientes para continuar adelante con el proyecto.
Actualmente le sucede el Byspania Tijola, que militaba en Primera División de Baloncesto desde 2022. Consagrando en 2025 su ascenso a Tercera FEB (Antigua Liga EBA) volviendo al baloncesto semiprofesional casi dos décadas después. 